# VIA Rail
VIA Rail Canada es una empresa pública (Crown Corporation) de Canadá. VIA Rail opera trenes de pasajeros y tiene su sede en Place Ville-Marie, Montreal, Quebec.
Via Rail opera 494 trenes por semana en 121 estaciones repartidas en ocho provincias canadienses (exceptuando Terranova y Labrador y la Isla del Príncipe Eduardo) sobre una red de 12 500 kilómetros (7800 millas) de vías, el 98% de las cuales pertenecen y son mantenidas por otras compañías ferroviarias, principalmente por Canadian National Railway (CN) y Canadian Pacific Railway (CP). Via Rail transportó aproximadamente 3.97 millones de pasajeros en 2016, la mayoría de ellos en el Corredor Ciudad de Quebec - Windsor. Su plantilla laboral en 2016 fue de 2731 empleados

## Historia

### Antecedentes
Los orígenes del ferrocarril en Canadá se remontan a 1836 con la creación del Ferrocarril Champlain & St. Lawrence, un servicio de carga estacional que ayudaba a conectar el tráfico fluvial en la zona cercana a Montreal y los márgenes del río San Lorenzo. En 1840 se creó la línea Albion en Stellarton, Nueva Escocia, el segundo sistema ferroviario canadiense servía a las minas de carbón de la zona con un puerto marítimo.
La creación de la Confederación en 1867 fue llevada a cabo en parte gracias al desarrollo del ferrocarril en el país, los gobiernos de cada colonia necesitaban buscar nuevas formas de financiamiento debido al gasto excesivo que ocasionaba la construcción de líneas ferroviarias, en concreto, la promesa de un ferrocarril intercolonial que conectara toda la Norteamérica británica motivó a la mayoría de las provincias a integrarse dentro de Canadá, mientras que la Columbia Británica esperaba el desarrollo de un servicio intercontinental. El nuevo modelo de desarrollo ferroviario se dejó con base en la concesión de licitaciones privadas de construcción bajo la supervisión gubernamental. En 1885 se completó el Canadian Pacific Railway (CP), la primera red que conectaba a la zona occidental con la oriental, se trató de una construcción privada pero con fuertes subsidios por parte del gobierno federal, con su conclusión se logró tener una conexión directa entre Quebec y la Columbia Británica, por lo que fue conocido como el "Sistema de viaje más grande del mundo".
La economía canadiense en auge después de 1900 llevó a planes para construir dos nuevos ferrocarriles transcontinentales. El Canadian Northern, un sistema que cubre la parte norte de las praderas, y el Gran Eje (a través de su filial Grand Trunk Pacific) lanzaron ambiciosos planes para expandirse. El gobierno al principio alentó a los dos a llegar a un acuerdo para la construcción una única línea, pero al final no se llegó a un acuerdo y el gobierno apoyó la expansión de ambas líneas. El propio gobierno federal construyó el Ferrocarril Nacional Transcontinental, una línea que va de Moncton a Winnipeg, pasando por el vasto y deshabitado interior del Escudo Canadiense.
Como consecuencia de la Primera Guerra Mundial, el sostenimiento económico de los diferentes sistemas ferroviarios entró en problemas debido a la pérdida de migración y del financiamiento británico, por ello una Comisión Real recomendó la unión de todos los ferrocarriles canadienses en una sola compañía perteneciente al "pueblo de Canadá", tras la sugerencia se fundó la empresa pública Canadian National Railway (CN) en 1918, cinco años más tarde e logró agrupar a todas las líneas existentes (Gran Eje Troncal, Gran Eje Troncal del Pacífico, Intercolonial, Canadian Northern y el Nacional Transcontinental) bajo la tutela del gobierno.
Los niveles anuales de pasajeros en los trenes de pasajeros de Canadá alcanzaron un máximo de 60 millones durante la Segunda Guerra Mundial. Después de la guerra, el crecimiento de los viajes aéreos y el automóvil particular causaron una pérdida significativa en la participación de los servicios ferroviarios en los viajes a lo largo de Canadá. En la década de 1960, era evidente tanto para el Ferrocarril Nacional Canadiense (CN) como para el Ferrocarril Canadiense del Pacífico (CP) que los trenes de pasajeros ya no eran económicamente viables.
Durante la campaña electoral de 1974, el posterior primer ministro Pierre Trudeau prometió implementar un operador nacional similar a Amtrak en los Estados Unidos. A partir de 1976, CN comenzó a comercializar sus servicios de pasajeros con el nombre bilingüe Via o Via CN. El logo de Via comenzó a aparecer en las locomotoras y coches de pasajeros de CN. En septiembre, Via publicó un único calendario con información sobre los trenes CN y CP, unificando los horarios de los servicios ferroviarios en una sola publicación. En 1977, CN experimentó una reestructuración cuando colocó varias actividades de ferrocarriles de mercancías no centrales en subsidiarias separadas, tales como transbordadores bajo los trenes CN Marine y de pasajeros en Via Rail, que posteriormente pasó a llamarse Via Rail Canada.

### Creación

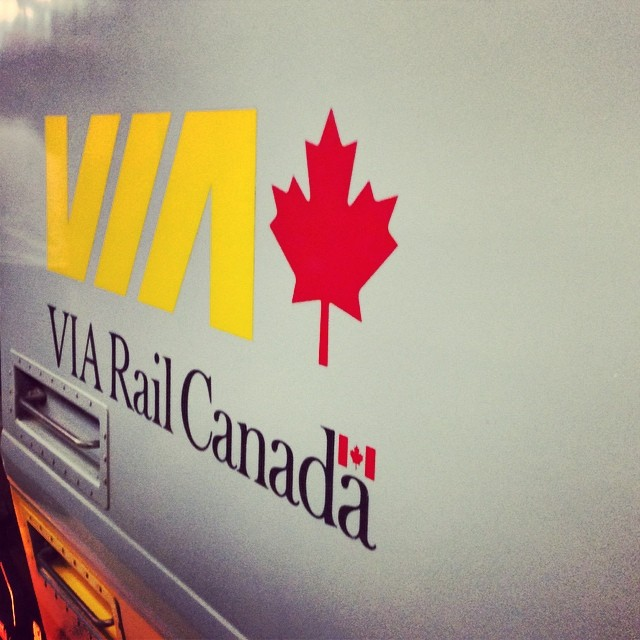
Logotipo de VIA Rail en un coche de pasajeros

El 12 de enero de 1977, CN separó sus servicios de pasajeros en una nueva empresa propiedad de la Corona, VIA Rail Canada, la compañía recién creada adquirió las locomotoras y coches de pasajeros pertenecientes a CN. El 29 de octubre de 1978 se logró tomar el control de los servicios e infraestructura de Canadian Pacific, sin embargo, el nuevo organismo no controlaba la totalidad de los servicios de tren del país, al quedar fuera los servicios que no eran ofrecidos por CN ni CP como lo eran el BC Rail, Algoma Central, Ontario Northland, Quebec North Shore y Labrador, varios servicios urbanos de trenes de cercanías operados por CN y CP y los servicios operados por los ferrocarriles nacionales en Terranova. En 1980 se unificaron las líneas Nacional y del Pacífico en un único sistema.
A lo largo de su historia, VIA Rail se ha enfrentado a diversos cortes en el servicio como consecuencia de las bajas de ingresos presupuestales hechos por el gobierno canadiense debido a que su creación fue sugerida por el Consejo Privado de la Reina por Canadá y no por el Parlamento, por esta razón la empresa no puede buscar financiamiento en mercados abiertos y es susceptible de verse afectada por los recortes presupuestales o las presiones políticas a diferencia de otras compañías de la Corona en Canadá.

### Desarrollo
Entre 1981 y 1985 se sufrieron los primeros recortes de la empresa al reducirse el número de servicios de trenes como el Super Continental (línea CN, Toronto-Winnipeg-Edmonton-Vancouver) y el Atlántico (Montreal-Sherbrooke-San Juan). En la década de 1990 se vivió otro recorte en la empresa que volvió a eliminar servicios para hacer viable la empresa, en esta ocasión se suprimieron conexiones con ciudades del oeste del país. La empresa se ha visto afectada o beneficiada de acuerdo con los cambios políticos entre conservadores y liberales, siendo los primeros los que han buscado eliminar o reducir los servicios de la compañía.
En 1990 sucedieron nuevos recortes, siendo la línea más afectada la conocida como "El Canadiense" en la ruta Montreal - Toronto - Winnipeg - Regina - Calgary - Vancouver a través de la línea CPR. También se terminaron muchos trenes regionales: Quebec -Trois-Rivières - Montreal; Montreal - Sherbrooke; Edmundston - Moncton; Sídney - Halifax; Yarmouth - Halifax; Toronto - North Bay; Toronto - Havelock; Senneterre - Cochrane - Kaspukasing. En 1993, el nuevo gobierno liberal de Jean Chrétien recortó nuevamente el presupuesto de VIA Rail, lo que puso fin al tren Atlántico (Montreal - Sherbrooke - San Juan de Terranova).

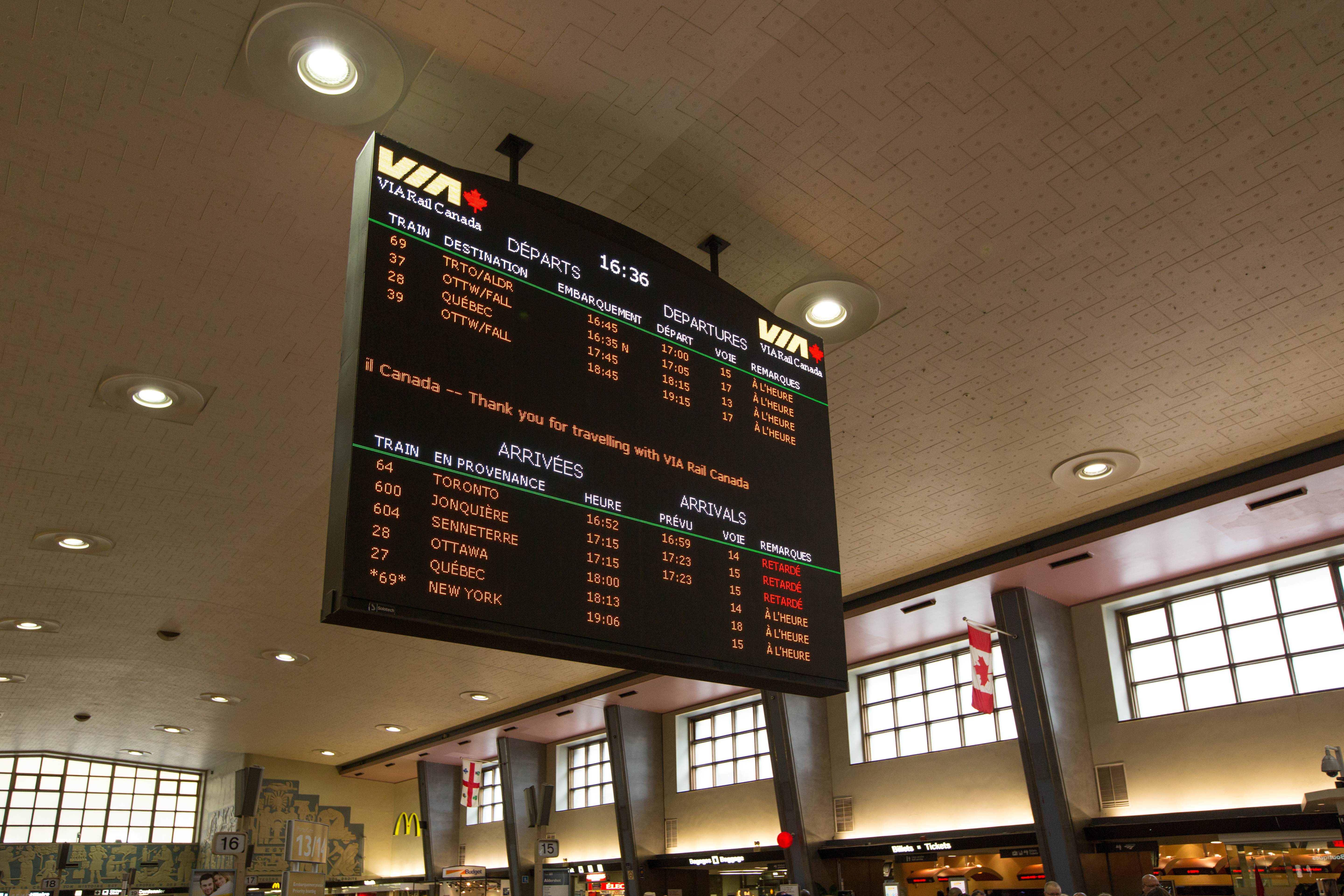
Estación Central de Montreal. Parte del Corredor.

En un nuevo y significativo programa de financiamiento llamado "Renaissance", se compró y adaptó una flota de turismos no usados que habían sido construidos para los servicios nocturnos entre el Reino Unido y Europa continental, a través del túnel del Canal, después de la cancelación del Proyecto Nightstar. En 2003 se lanzó la segunda parte del programa con el objetivo de implementar una línea de alta velocidad entre la Ciudad de Quebec y Windsor (Ontario), sin embargo, el programa se enfocaría únicamente en la zona llamada "El corredor" entre Quebec y Ontario, dejando en el abandono a otras zonas del resto del país, en diciembre fue suspendido el proyecto como consecuencia de una nueva oleada de recortes presupuestales del gobierno de Paul Martin. Los recortes de ruta bajo el gobierno de Martin incluyeron la retirada del tren turístico estacional Bras d'Or, que se realizó por última vez en septiembre de 2004, y el servicio nocturno entre Montreal y Toronto, que se suspendió en septiembre de 2005. La ruta internacional Sarnia - Chicago fue interrumpida en abril de 2004 por Amtrak.
En octubre de 2007 se anunció un plan para cumplir con los nuevos estándares de emisiones de los trenes y extender su vida útil entre 15 y 20 años, renovar los interiores de los coches de la red LRC, reducir los embotellamientos y las restricciones de velocidad en el corredor Windsor - Ciudad de Quebec, además de realizarse diversas reparaciones en varias estaciones de la red. El plan fue una versión reducida del programa Renaissance II. En enero de 2009, el gobierno canadiense informó sobre un nuevo proyecto para apoyar mejoras en los servicios ferroviarios de pasajeros, incluido un aumento en las frecuencias de trenes, mayor rendimiento y velocidad a tiempo, particularmente en el corredor Montreal-Ottawa-Toronto.
Entre 2011 y 2014 varios servicios fueron suspendidos o sufrieron recortes: en 2011 se eliminó la conexión entre Victoria y Courtenay (Isla de Vancouver) por el mal estado de la vía férrea, se proyectó su reapertura en 2015, pero las obras no han iniciado. En 2012 se recortaron frecuencias en El Canadiense y el Ocean además de reducciones horarias en el Corredor, especialmente durante los fines de semana. A partir de 2014 se fueron restableciendo algunos servicios, especialmente en la línea que conecta Quebec con Windsor.

## Operación
Via Rail es operada como una corporación independiente de la corona y recibe un subsidio del ministro de Transporte para atender comunidades remotas. El rubro de la subvención se encuentra en el Volumen III de las Cuentas Públicas de Canadá, y en 2012 fue de $ 494 millones. Via Rail opera 50 trenes por semana en y entre comunidades remotas en Canadá, seis trenes por semana entre Montreal y Halifax (3 en cada dirección) y tres trenes por semana entre Toronto y Vancouver. Más de 400 trenes por semana corren en el corredor entre Windsor y Quebec, incluyendo un promedio de seis llegadas o llegadas entre rutas interprovincialmente. La suma de casi $ 230 millones se obtuvo de las tarifas de pasajeros en viajes interurbanos en el corredor Ontario-Quebec. [1] Ligeramente menos de cuatro millones de viajes de pasajeros se tomaron en 2015. Se alcanzó una relación de tiempo de solo el 71% en ese año.

## Rutas y conexiones
Via Rail opera en las provincias de Alberta, Columbia Británica, Manitoba, Nuevo Brunswick, Nueva Escocia, Ontario, Quebec y Saskatchewan. La única provincia o territorio conectado a la red ferroviaria continental y no servido por Via Rail son los Territorios del Noroeste. Terranova y Labrador, Nunavut, la Isla del Príncipe Eduardo y Yukón no tienen conexiones ferroviarias con la red continental y, por lo tanto, no tienen servicio de Via Rail.
Via Rail opera más de 475 trenes por semana en 19 rutas, comercializadas en cuatro amplias categorías:
- Ontario y Quebec/Corredor: comprende trenes regionales y locales frecuentes entre las principales ciudades en una banda desde el suroeste de Ontario hasta la ciudad de Quebec. La gran mayoría de los trenes de Via Rail, más de 400 por semana, operan aquí. Las ciudades servidas por los trenes incluyen Windsor, Sarnia, London, Toronto, Kingston, Ottawa, Montreal y la ciudad de Quebec. En 2017, el servicio de corredor representó el 95 % del número de pasajeros de Via Rail y el 77 % de sus ingresos.[22]
- The Maritime Way/Ocean: proporciona un servicio de larga distancia entre Quebec y las provincias marítimas. En 2017, el Ocean representó el 2 % del número de pasajeros de Via Rail y el 3 % de sus ingresos.[22]
- The Great Western Way/Canadian: brinda servicio de larga distancia entre el sur de Ontario y el oeste de Canadá, así como servicios ferroviarios esenciales a través del norte de Ontario. En 2017, el canadiense representó el 2 % del número de pasajeros de Via Rail y el 20 % de sus ingresos.[22]
- Adventure Routes: Cinco rutas regionales y de largo recorrido que ofrecen transporte ferroviario esencial en las zonas rurales del norte. En 2017, estas rutas en conjunto representaron el 1 por ciento de la cantidad de pasajeros e ingresos de Via Rail.[22] Las rutas incluidas en esta categoría son:
  - Tren Jasper-Prince Rupert (nombre anterior: Skeena) - Alberta y Columbia Británica
  - Tren Montreal-Jonquière (nombre anterior: Saguenay) - Quebec
  - Tren Montreal-Senneterre (nombre anterior: Abitibi) - Quebec
  - Tren Sudbury-White River (nombre anterior: Lake Superior) - Ontario
  - Tren Winnipeg-Churchill (nombre anterior: Hudson Bay) - Manitoba y Saskatchewan

A diferencia de Amtrak, que le da a cada ruta un nombre específico, la mayoría de los trenes Via se identifican solo por su número de ruta y destino. Los únicos trenes Via con nombre son el Canadian y el Ocean. Las cinco "Adventure Routes" se denominaron anteriormente como Skeena, Saguenay, Abitibi, Lake Superior y Hudson Bay, respectivamente, y aún se las puede denominar con estos nombres en el uso local.

### Propietarios de vías

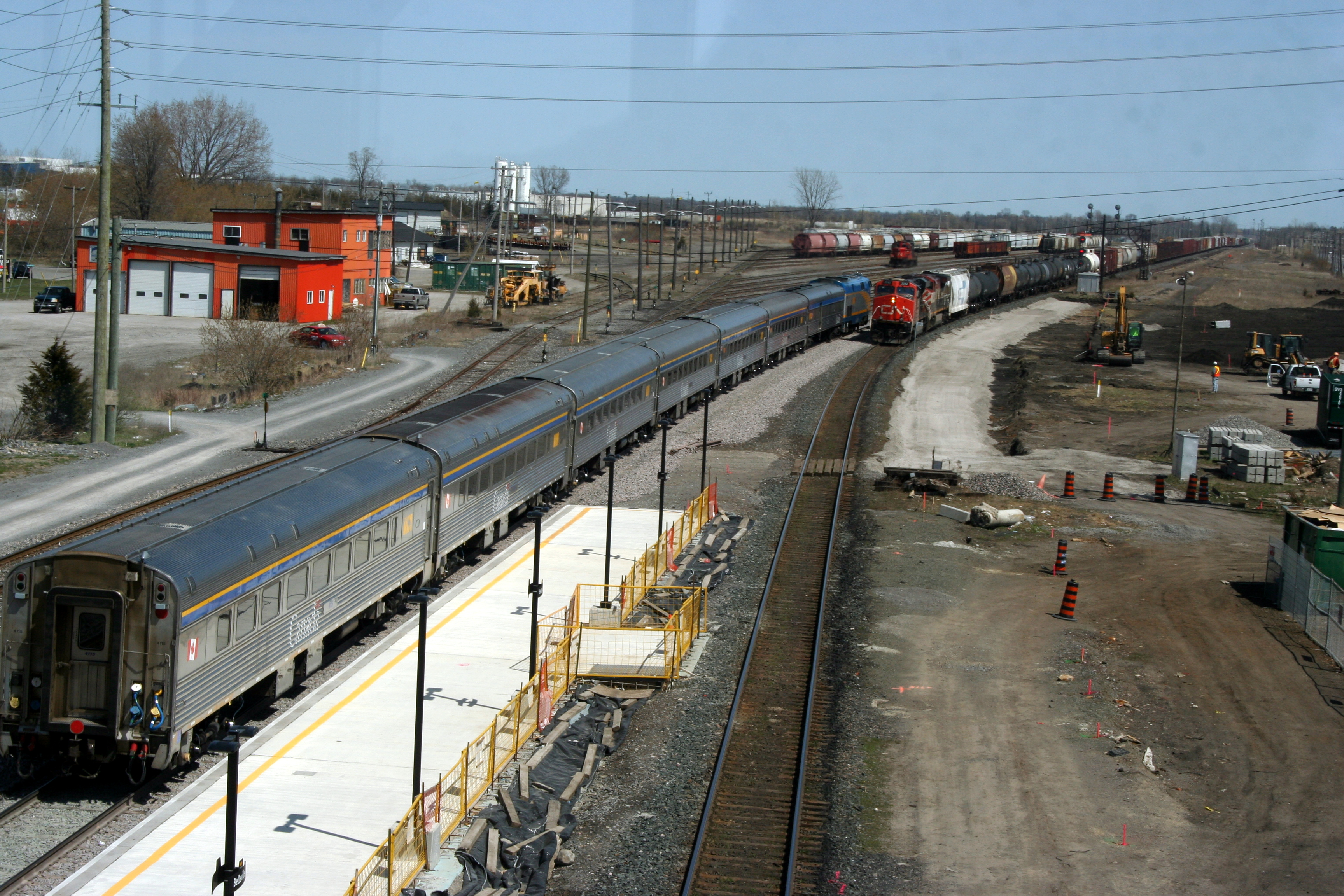
Un tren de Via Rail pasa por un vía ferroviaria de Canadian National Railway. La mayor parte de la vía en la que opera Via Rail es propiedad de CNR.

A partir de 2017, la composición del kilometraje de la red de rutas de Via por propietario de vía/ferrocarril fue la siguiente:
- 84 por ciento: Canadian National Railway
- 8 por ciento: Hudson Bay Railway
- 4 por ciento: Canadian Pacific Railway
- 3 por ciento: Via Rail
- 2 por ciento: Metrolinx (GO Transit)

En total, alrededor del 88 por ciento de las vías de Via Rail es propiedad de los ferrocarriles de Clase I, el 8 por ciento de los ferrocarriles de línea corta y el 5 por ciento de las agencias gubernamentales.

### Conexiones internacionales

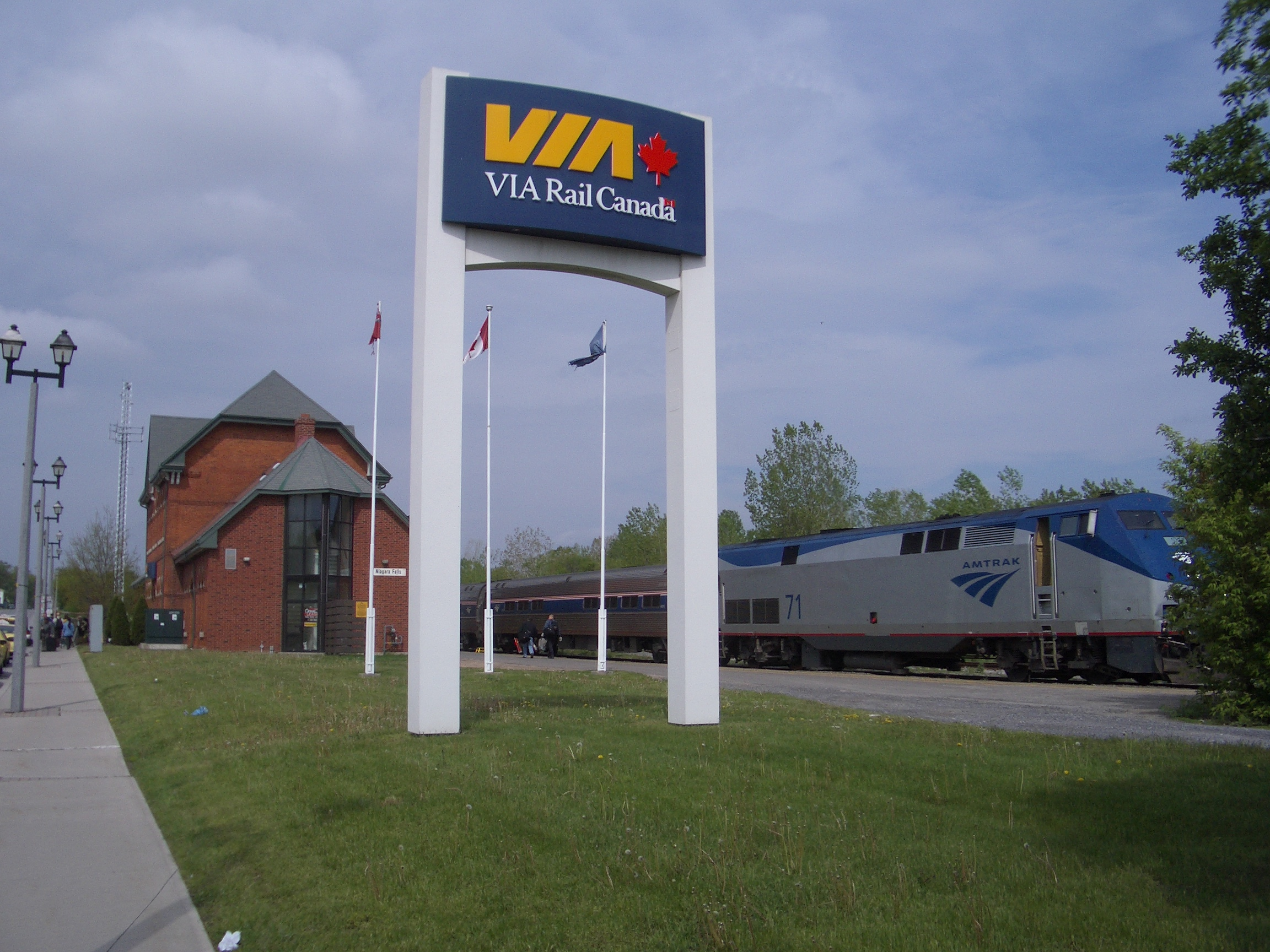
El tren Maple Leaf fuera de la estación de Niagara Falls. La ruta es operada conjuntamente por Via Rail y Amtrak, lo que brinda a los pasajeros de Via Rail una conexión con las estaciones de Amtrak con sede en Nueva York.

Existen conexiones internacionales con Estados Unidos gracias a un acuerdo con Amtrak. Los servicios ofrecidos se centran en las ciudades de Toronto, Montreal y Vancouver, siendo operados de la siguiente manera:
- Maple Leaf: Parte de la estación Pensilvania en Nueva York hasta la Union Station de Toronto. El recorrido cubre una distancia de 875 kilómetros en 12 horas y 30 minutos. El tren realiza el viaje a través de las ciudades estadounidenses de Albany, Utica, Siracusa, Rochester y Búfalo, mientras que en Canadá se detiene principalmente en Niagara Falls y Aldershot/Burlington antes de llegar hasta su destino final. Existe además una conexión entre Toronto y Chicago a través de Búfalo.[24][25]
- Adirondack: Sale de la neoyorquina estación de Pensilvania con destino en la estación central de Montreal. El viaje demora aproximadamente 11 horas para cubrir una distancia de 613 kilómetros a través del Valle del Hudson y las Montañas de Adirondack, el servicio se realiza todos los días en ambos sentidos. Se tiene como paradas importantes Albany, Saratoga Springs, Westport, Saint-Lambert y Montreal.[24][26]
- Amtrak Cascades: El servicio es operado por Amtrak y cubre la ruta Vancouver-Seattle, algunos trenes llegan hasta la ciudad de Portland en Oregón, posteriormente existe un enlace con rumbo a Eugene, capital del estado. El recorrido entre las primeras dos ciudades es de 253 kilómetros, 553 km hasta Portland, y llegando a los 750 kilómetros en Eugene, sin embargo, ningún servicio realiza el trayecto completo. La distancia entre Vancouver y Seattle es de 3 horas con 55 minutos y se realizan enlaces de manera diaria.[24][27]

VIA Rail cuenta con un acuerdo con Union Pearson Express, el sistema ferroviario que enlaza la estación central de Toronto con el Aeropuerto Internacional de Toronto Pearson, la terminal aeroportuaria más importante de Canadá, también cuenta con acuerdos de enlace en autobús hacia las terminales de Montreal Trudeau y Toronto City Centre Billy Bishop.
La compañía ferroviaria mantiene convenios con diversas aerolíneas para la realización de viajes combinados en avión y tren bajo el mismo código localizador de registro. En concreto tiene acuerdos con:
- Aeroméxico
- Cathay Pacific
- Hainan Airlines
- LOT Polish Airlines
- Qatar Airways
- Air North
- Air Transat
- First Air
- Royal Jordanian

## Material rodante

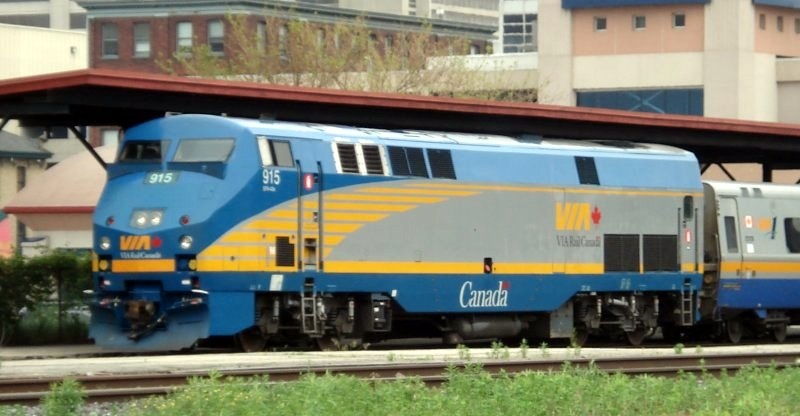
El GE P42DC se utiliza en los servicios de Corredor

Via Rail posee 74 locomotoras y 501 vagones de pasajeros. Los ejemplos incluyen la locomotora diésel GMD F40PH-2 y los famosos vagones con salón-dormitorio de clase "Park" que se encuentran en la parte trasera de los trenes Canadian y Jasper-Prince Rupert.

## Emisiones de carbón
En 2010, las emisiones equivalentes de dióxido de carbono (CO2) de Via Rail por pasajero-kilómetro fueron de 0,117 kg. A modo de comparación, esto es similar a Amtrak o un automóvil con dos personas, aproximadamente el doble que el promedio ferroviario del Reino Unido, aproximadamente cuatro veces el promedio de los autobuses de los Estados Unidos y aproximadamente ocho veces un tren interurbano eléctrico finlandés o un tren de cincuenta asientos totalmente cargado.